# Thomas Simpson (explorador)
Thomas Simpson (2 de julio de 1808 - 14 de junio de 1840) fue un escocés explorador del Ártico, comerciante de pieles de la Compañía de la Bahía de Hudson y primo del gobernador de la Compañía, sir George Simpson. Ayudó a cartografiar las costas septentrionales de Canadá. Murió violentamente cerca del río Turtle mientras viajaba por la naturaleza virgen del Territorio de Iowa, en lo que ahora es el estado estadounidense de Dakota del Norte. Las circunstancias de sus últimas horas, en las que supuestamente se habría suicidado después de matar a tiros a dos compañeros, han sido objeto de controversia durante mucho tiempo.

### Primeros años de vida
Simpson nació en Dingwall, Ross-shire, Escocia, hijo del magistrado Alexander Simpson (1751-1821), un maestro de escuela, y de su segunda esposa, Mary, quien había ayudado a criar a George Simpson. Thomas tenía un medio hermano, Aemilius, y un hermano carnal, Alexander. Era un joven enfermizo y tímido, que evitaba los deportes rudos. Después de la muerte de su padre, la familia padeció problemas económicos, pero aun así, recibió una educación adecuada.
Simpson fue educado con miras a convertirse en clérigo, y fue enviado al King's College, Aberdeen, a la edad de 17 años. Se desempeñó bastante bien y se le concedió el premio Huttoniano, el premio más alto en la universidad, a finales de su cuarto año. Sir George Simpson, su primo, le ofreció un puesto en la Compañía de la Bahía de Hudson en 1826, que rechazó para completar sus estudios.
Se graduó en 1828, a la edad de 20 años, con una Maestría en Artes. Se inscribió en una clase de teología ese invierno con el objetivo de convertirse en clérigo cuando nuevamente se le ofreció un puesto en la Compañía de la Bahía de Hudson, que esta vez aceptó. Según su propia confesión, tenía «un poco de espíritu de contradicción y falta de voluntad para dejarse llevar». En 1829, Simpson llegó a la Norway House para unirse a la Compañía de la Bahía de Hudson como secretario de George. Era bastante ambicioso y en una carta a su hermano declaró que sus talentos lo llevarían a un rápido ascenso. Estuvo destinado en la Red River Colony en la década de 1830, sirviendo como segundo oficial del factor jefe Alexander Christie .

### Exploración ártica (1837-1839)

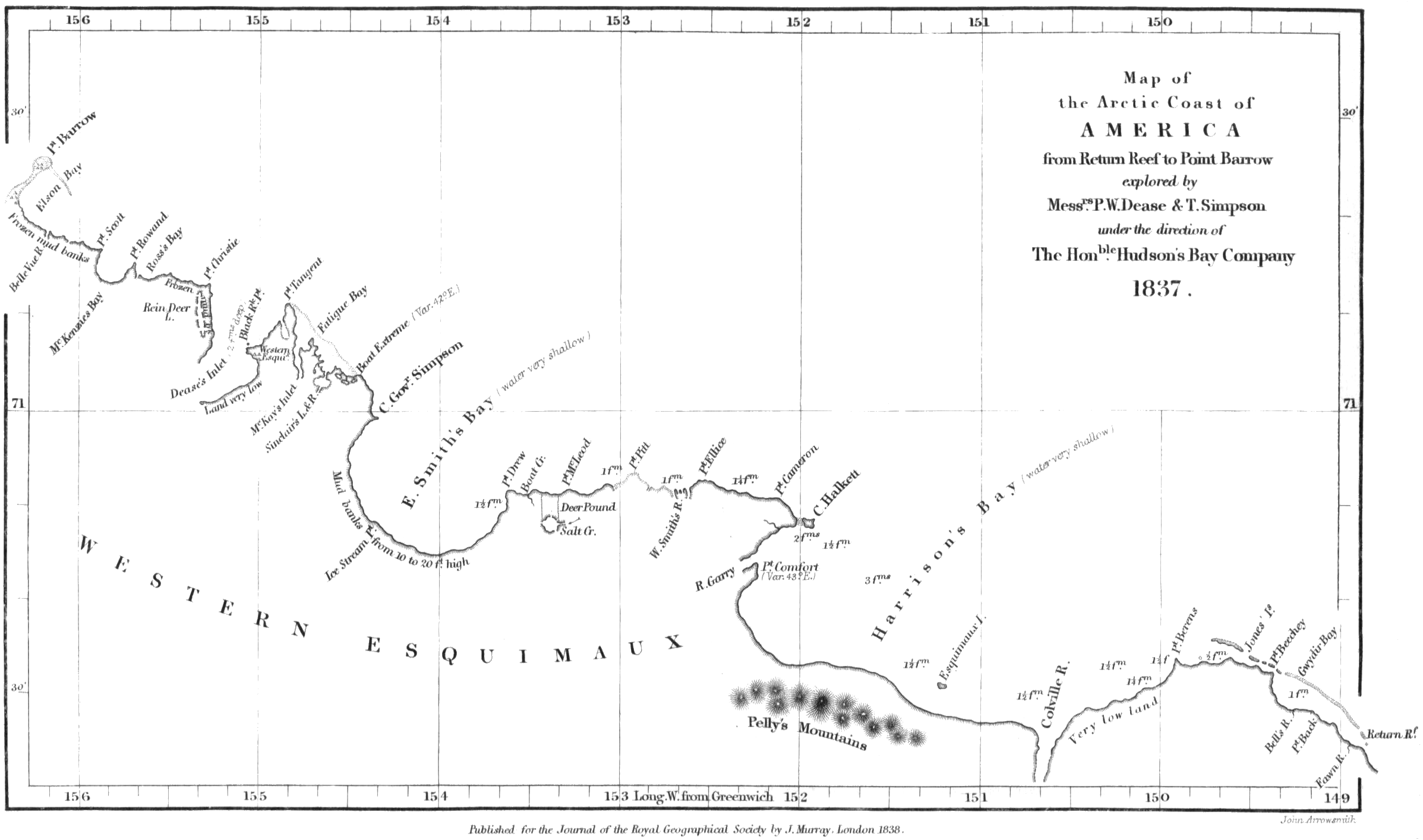
Mapa de la costa norte de Alaska, desde la punta Barrow, en el extremo occidental, a Return Reef (justo al este del río Colville) en la oriental. Cartografiado por Peter W. Dease y Thomas Simpson en 1837 en su expedición de 1837-1839.

De 1836 a 1839, Simpson participó en una expedición para cartografiar la costa ártica de Canadá con el fin de llenar dos vacíos dejados por otras expediciones que habían reconocido la región en busca del Paso del Noroeste. La expedición iba encabezada por Peter Warren Dease, un factor principal de la Compañía de la Bahía de Hudson. Thomas era el oficial subalterno, pero Dease le cedió la mayor parte de la responsabilidad. Varios escritores presentan a Simpson como un joven ambicioso y con exceso de confianza, mientras que Dease era 20 años mayor y ya experimentado en viajes al Ártico y eficiente, aunque quizás con poca autoestima. Diez hombres más fueron con ellos, incluidos los canoeros James McKay y George Sinclair que habían viajado con George Back durante su viaje de 1834 por el río Back.
La expedición fue organizada por la Compañía de la Bahía de Hudson en lugar de por la Royal Navy británica, que ya había patrocinado la mayor parte de la exploración del Paso del Noroeste. Debían descender por el río Mackenzie hasta el océano Ártico, girar hacia el oeste y cerrar la brecha entre el extremo occidental al que había llegado John Franklin en 1826 y el extremo oriental de Frederick William Beechey, en punta Barrow. El siguiente verano debían descender por el río Coppermine, repetir la ruta de 1821 de Franklin hacia el este hasta el cabo Turnagain y continuar a lo largo de la costa desconocida al menos hasta la desembocadura del río Back, al que se había llegado por tierra en 1834. Pasaron el invierno de 1836 en Fuerte Chipewyan, donde construyeron dos embarcaciones de 7,3 m.
El grupo partió el 1 de junio y un mes después llegó a la desembocadura del río Great Bear. Allí destacaron a cuatro hombres para ir río arriba hasta el Gran Lago del Oso y construir los cuarteles de invierno en Fort Confidence mientras que el resto descendió por el Mackenzie hasta el Ártico, al que llegaron el 9 de julio. Luego viajaron hacia el oeste a lo largo de la costa pasando Franklin's Return Reef hasta que quedaron bloqueados por el hielo en Boat Extreme, a unas 80 km al este de punta Barrow. Simpson y cinco hombres continuaron a pie y llegaron a punta Barrow el 4 de agosto. Regresaron a Fort Confidence el 25 de septiembre. En ese momento, la costa norte había sido cartografiada desde el estrecho de Bering hasta la desembocadura del Coppermine.
A principios de año, Simpson viajó por tierra para encontrar la parte superior del río Coppermine. En el verano, descendieron el Coppermine, que estaba llena de agua de deshielo, y alcanzaron el Ártico aún helado. Esperaron dos semanas a que despejara el hielo y comenzaron a progresar lentamente hacia el este. El 20 de agosto quedaron bloqueados por el hielo a unas pocas millas de Franklin's Point Turnagain en la península de Kent. Dease se quedó atrás con los botes y Simpson caminó unos 160 km al este hasta un lugar que llamó punta Alexander. Al norte vio, y nombró, Victoria Land. Al este vio aguas abiertas en el golfo de la Reina Maud. Regresó con Dease y los botes congelados. Unos días después, el hielo se despejó repentinamente y tuvieron una navegación fácil de regreso al Coppermine. Habían ido solo un poco más lejos que Franklin.
Fue un año mejor para el hielo. Siguieron la misma ruta, pasaron punta Turnagain y cabo Alexander, navegaron por primera vez en el estrecho de Dease y el golfo de la Reina Maud , encontraron la península de Adelaida y el estrecho de Simpson al norte y llegaron al Chantrey Inlet, donde habían estado McKay y Sinclair en 1834. En la isla de Montreal encontraron un escondite dejado por George Back en 1834. Al salir del Chantrey Inlet, fueron azotados por un vendaval que duró cuatro días. Cincuenta millas al noreste dieron la vuelta en el río Cástor y Pólux. Al regresar, siguieron la costa sur de la isla King William.hasta un punto que llamaron cabo Herschel, donde la costa se volvía hacia el norte, luego seguía la costa sur del golfo de la Reina Maud y la costa sur de la isla Victoria. Había sido el viaje en barco más largo jamás realizado en aguas del Ártico canadiense.
En ese punto, toda la costa ártica había sido cartografiada, aproximadamente desde el estrecho de Bering hasta más allá del Chantrey Inlet. Los problemas restantes eran la posibilidad de una ruta de agua desde el Chantrey Inlet hasta el golfo de Boothia y la enorme área rectangular al norte de la costa y al sur del canal de Parry. El grupo regresó al Gran Lago del Esclavo en septiembre de ese año, y desde allí Thomas redactó una carta a los directores de la Compañía de la Bahía de Hudson describiendo los resultados de la expedición, que se publicó en muchos periódicos de la época. También transmitió un plan para una expedición para completar una mayor exploración de la costa entre el estrecho de Fury y Hecla y los límites orientales de sus exploraciones anteriores.
Para atender a los preparativos de esa nueva expedición, Simpson partió de inmediato hacia Red River Colony, e hizo el viaje completo de 3070 km en 61 días, llegando el 2 de febrero de 1840. Las canoas anuales desde Canadá hasta el asentamiento en junio de ese año no llevaron noticias sobre la recepción de sus hazañas, o la autorización para continuar la exploración, ya que la noticia no había llegado a Inglaterra a tiempo para responder en esa oportunidad. Sin la autorización de los Directores, Thomas no tenía autoridad para organizar otra expedición. En lugar de esperar un año entero por noticias, decidió regresar a Gran Bretaña en persona.

### Muerte e investigación
Thomas salió de la Red River Colony el 6 de junio de 1840, con la intención de viajar al sur hasta el río Minnesota, en los Estados Unidos, donde se embarcaría en un viaje que finalmente lo llevaría a Inglaterra. Inicialmente partió con un grupo de colonos y métis, pero pronto dejó el grupo principal con cuatro compañeros de viaje métis para aprovechar mejor el tiempo.
El 14 de junio de 1840, Simpson y dos de sus compañeros fueron asesinados a tiros en un campamento en el desierto en el Territorio de Iowa, en lo que ahora es el estado de Dakota del Norte. Según los dos sobrevivientes, Simpson se había vuelto cada vez más ansioso e incluso trastornado durante el viaje, y finalmente acusó a dos del grupo de conspirar para matarlo. Les disparó y los testigos huyeron, regresando al grupo más grande, una parte del cual luego fue al campamento de Simpson. Lo encontraron muerto por heridas de bala, con su escopeta a su lado.
Las declaraciones de los testigos acordaron que Simpson mató a tiros a John Bird e hirió de muerte a Antoine Legros (dit Lecomte) Senior. Legros Junior y James Bruce luego huyeron hasta el grupo principal. Cuando la pandilla llegó al sitio, encontraron a Legros Senior muerto pero Simpson aún con vida. Cinco minutos después, Simpson estaba muerto. Todos los involucrados dijeron que la herida era autoinfligida. La investigación que llevaron a cabo las autoridades territoriales de EE. UU. se basó en las declaraciones de testigos presentadas en varios lugares. Las autoridades dictaminaron que las muertes fueron un caso de asesinato-suicidio .
La declaración de Bruce afirmaba que Simpson le había dicho que mató a los dos hombres porque tenían la intención de «asesinarlo esa noche por sus papeles». Esos documentos fueron enviados más tarde a su primo, sir George Simpson. Tres años más tarde, cuando sir George envió los papeles al hermano menor de Thomas, Alexander, el diario y toda la correspondencia entre sir George y Thomas habían desaparecido. Lo que los documentos perdidos pudieran haber contenido sigue siendo desconocido.
Mientras tanto, después de la muerte de Simpson, los directores de la compañía en Londres le habían enviado permiso para que continuara con sus exploraciones. También había sido galardonado con la Medalla del Fundador de la Royal Geographical Society y el gobierno británico había anunciado su intención de concederle una pensión de 100 libras esterlinas al año. En cambio, habiendo sido acusado de asesinato y suicidio, y siendo deshonrado a los ojos de la iglesia, Thomas fue enterrado en una tumba sin nombre en Canadá.

### La controversia continua
El hermano de Simpson, Alexander, publicó Narrative of the Discoveries on the North Coast of America, escrito por Thomas, en 1843, y más tarde él mismo escribió The Life and Times of Thomas Simpson, publicado en 1845, en el que examinaba la posibilidad de que los compañeros de viaje de Simpson hubieran planeado robarle sus notas y mapas, que podrían haber vendido a los rivales estadounidenses de la Compañía de la Bahía de Hudson, y que Simpson habría sido víctima de un homicidio.
Varios académicos han estudiado la evidencia de la muerte de Simpson sin llegar a una conclusión. Las tres principales opiniones, contrapuestas, del caso han sido: el hallazgo oficial de que un Simpson trastornado habría asesinado a dos de sus compañeros y que luego se habría suicidado; la teoría de la conspiración, que los compañeros de Simpson lo asesinaron, quizás por sus papeles, y que luego encubrieron el crimen; y la teoría del tiroteo, que Simpson habría atacado a sus compañeros, matando a dos de ellos, pero que luego los demás le dispararon y abatieron, inventando la historia del suicidio porque temían que la prominencia de Simpson pudiera llevar a que se presentaran cargos en su contra.
El famoso explorador e historiador canadiense Vilhjalmur Stefansson incluyó el caso Simpson en su libro de 1938 Unsolved Mysteries of the Arctic [Misterios del Ártico sin resolver]. Encontró que la historia oficial, basada en las declaraciones de los testigos, no era convincente, aunque no imposible. Stefansson y otros historiadores han señalado que la investigación oficial estuvo lejos de ser exhaustiva, quizás debido a la ubicación remota de las muertes.